# Gasolina

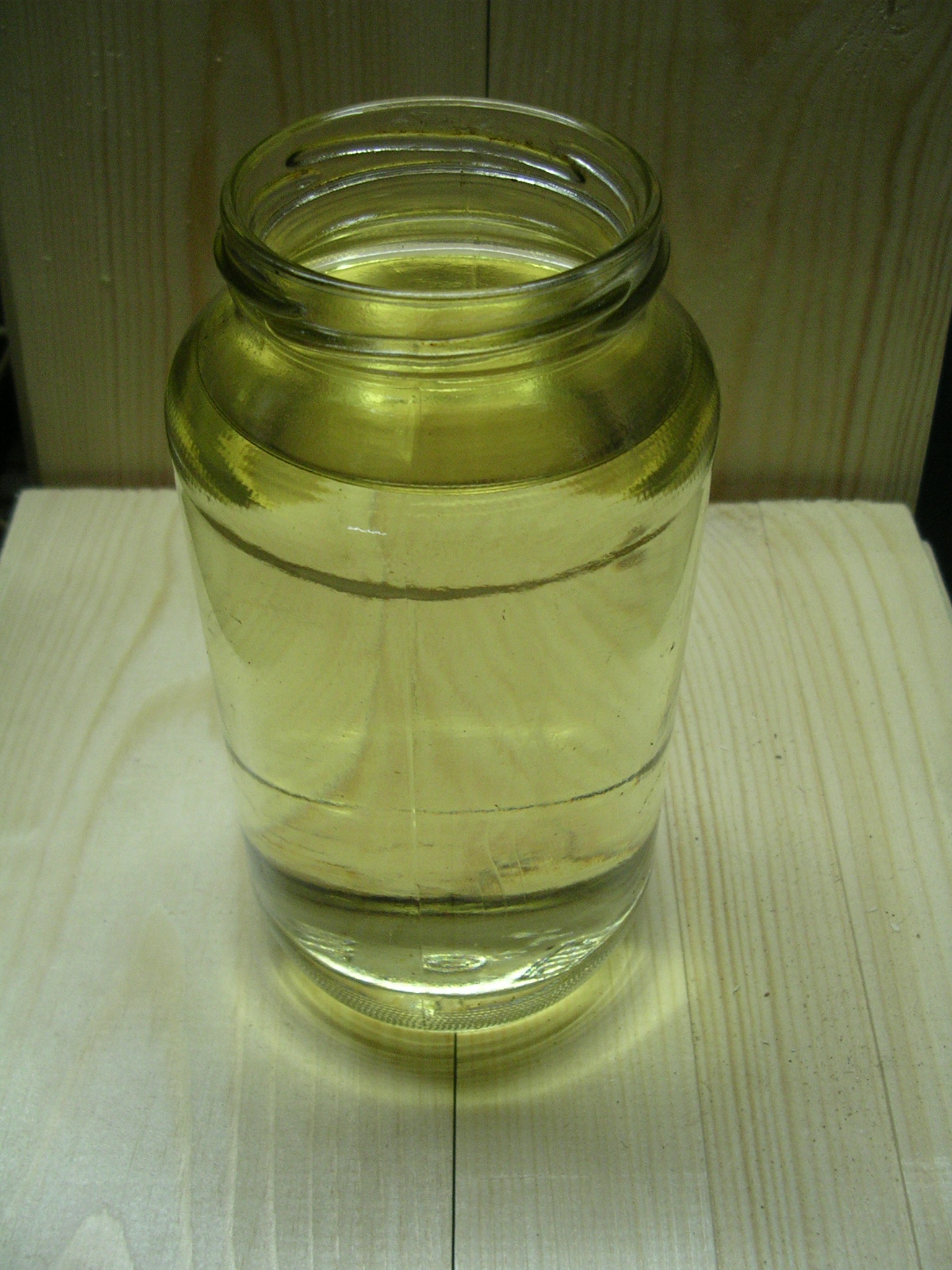
Un tarro de albañil con gasolina.

La gasolina (también conocida como gasoleno; nafta en Argentina, Paraguay, Uruguay; bencina en Chile; o gasolín) es un hidrocarburo derivado del petróleo por destilación, que se utiliza principalmente como combustible en la mayoría de motores de combustión interna de encendido por chispa, así como en estufas y lámparas y para limpieza con disolventes, entre otras aplicaciones.
Su densidad es de 720 g (25,4 onzas)/L, un 15% menor que la del diésel, que es de 850 g (30 onzas)/L. Un litro de gasolina proporciona al arder una energía de 34,78 MJ (9,7 kWh), aproximadamente un 10% menos que el diésel, que proporciona 38,65 MJ (10,7 kWh)/L.
En general, se obtiene a partir del petróleo por «destilación directa», es decir, gasolina de destilación directa o ausencia de hidrocarburos no saturados, de moléculas complejas aromáticas de la nafta, cuyo contenido aromático se encuentra entre 10-20% y es la fracción líquida más ligera del petróleo, exceptuando los gases. También se obtiene a partir de la conversión de fracciones pesadas del petróleo o diésel de vacío, en unidades de proceso denominadas craqueo catalítico fluidificado (FCC por sus siglas en inglés) o hidrocraqueo.
Es una mezcla de cientos de hidrocarburos individuales desde C4 (butanos y butenos) hasta C11, por ejemplo: el metilnaftaleno.

## Etimología
La palabra «gasolina» proviene del inglés estadounidense gasoline [ɡæsəliːn] (escucharⓘ), palabra citada en el Oxford English Dictionary desde 1863. Aunque nunca se utilizó como marca registrada, pudo provenir de antiguas marcas de lámparas de aceite como "Cazeline" y "Gazeline".
Cuando comenzó la producción significativa de petróleo en Pensilvania en 1859, el escritor inglés John Cassell mencionó que «algo maravilloso pronto se importaría a Londres» y que tal cosa exigiría una nueva y «maravillosa» palabra, «cazeline», posiblemente basado en su propio nombre. El 27 de noviembre de 1862, publicó en The Times la patente de lámparas de aceite.
Cassell fue pronto el proveedor de tiendas en Inglaterra e Irlanda. A pesar de que inicialmente el negocio prosperó rápido, las ventas en Irlanda cayeron bruscamente. Cassell descubrió que un tendero en Dublín llamado Samuel Boyd, vendía productos falsificados y le pidió detenerse. Sin embargo, Boyd simplemente cambió la 'C' de cazeline por una 'G', naciendo el término gazeline.
Cassell y Boyd entraron en disputa en 1865. Boyd afirmaba que había acuñado la palabra gazeline que proviene del francés gasogène o dispositivo para producir agua carbonatada, pero fueron mal interpretadas por Cassell. Este ganó el caso y su marca se usó hasta 1924.
El vocablo gasolene se utilizó por primera vez en un anuncio en 1883 en un periódico británico, Hampshire Telegraph & Sussex Chronicle. El primer uso de la palabra gasoline en Estados Unidos, como gas + oil + sufijo griego ine/ene que significa hecho de/natural de, se encuentra en una ley de 1864 del Congreso de los Estados Unidos que declaró un impuesto sobre el aceite. No se sabe si el vocablo viajó de Estados Unidos a Europa o viceversa.
La palabra «petrol» ha sido utilizada como sinónimo de petróleo desde el siglo XVI. Petrol fue el primer nombre usado para referirse al producto refinado del petróleo por la compañía británica Carless, Capel & Leonard que lo comercializó como disolvente alrededor de 1870. Cuando el producto fue utilizado como combustible de motores, Frederick Richard Simms, un socio de Gottlieb Daimler, sugirió a Carless, Capel & Leonard que lo registrara bajo la marca petrol, pero para ese entonces la palabra ya estaba generalizada, quizá del francés pétrole y su registro no fue aprobado. Carless usó nombres alternos para sus marcas, mientras sus competidores usaron la locución motor spirit hasta la década de 1930.

## Historia

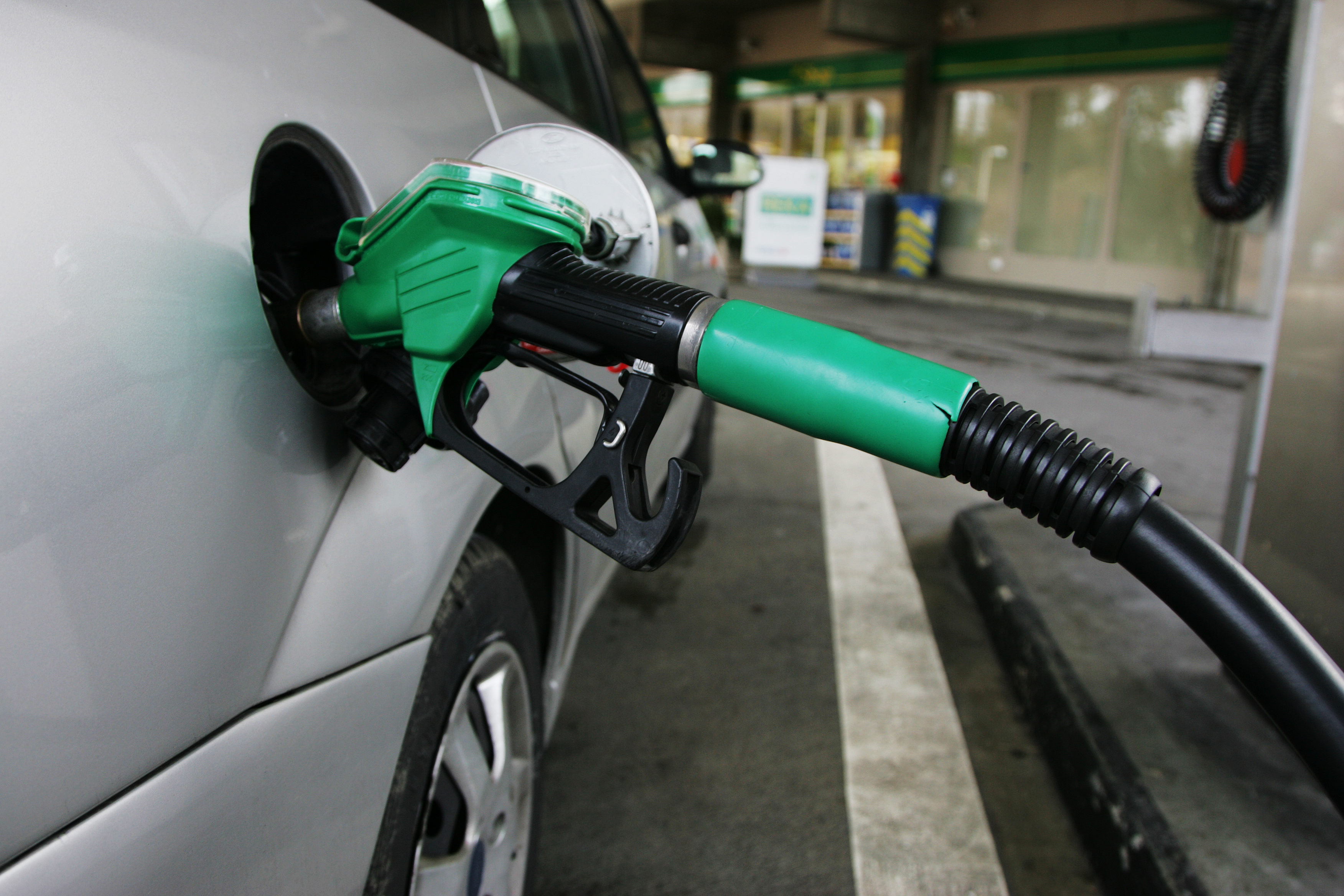
Una pistola despachadora surtiendo al tanque de un coche.

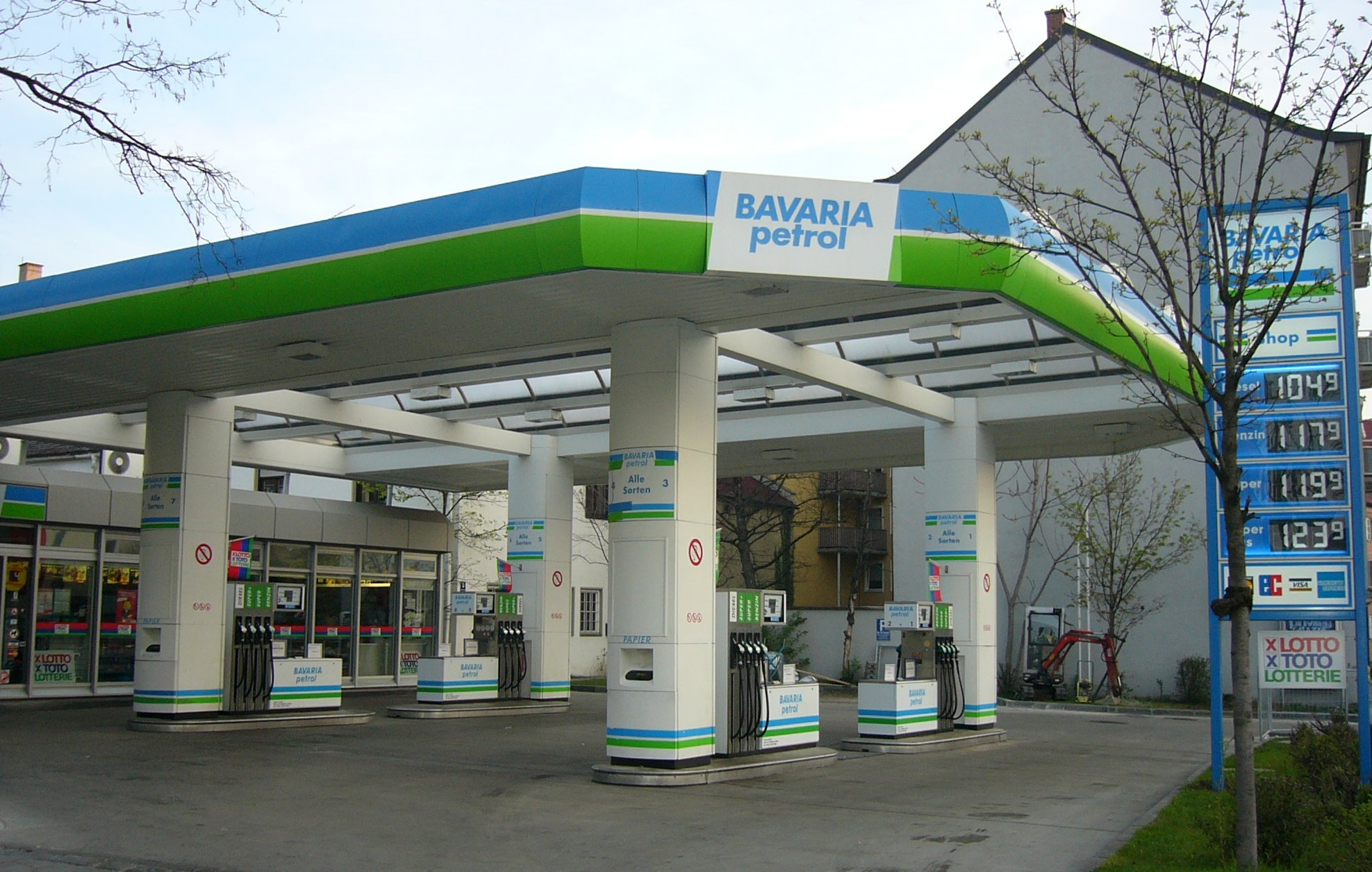
Gasolinera en Alemania

Los primeros motores de combustión interna en coches, los motores Otto se desarrollaron en el último cuarto del siglo XIX en Alemania, el combustible era un hidrocarburo relativamente volátil obtenido a partir del gas coque, con un punto de ebullición cerca de 85 °C (185 °F), que era muy adecuado para los primeros carburadores. El desarrollo de una boquilla en el carburador permitió el uso de combustibles menos volátiles. Otras mejoras en la eficiencia del motor se intentaron con relación de compresión más alta, pero en los primeros intentos hacían detonaciones, es decir, explosión prematura de combustible. 
Durante los años 1920, Thomas Midgley y Boyd, introdujeron compuestos antidetonantes, específicamente con tetraetilo de plomo (TEL). Esta innovación inició un ciclo de mejoras en la eficiencia del combustible que coincidieron con el desarrollo a gran escala del refinado del petróleo para proporcionar más productos en el intervalo de ebullición de la gasolina. En los años 1950, las refinerías de petróleo comenzaron a centrarse en los combustibles de alto octanaje y luego se añadieron detergentes para gasolina para limpiar las boquillas de los carburadores. Los años 1970 fueron testigos de una mayor atención a las consecuencias medioambientales de la combustión de gasolina. Estas consideraciones llevaron a la eliminación gradual de TEL y su sustitución por otros compuestos antidetonantes. Posteriormente, se introdujo gasolina de bajo contenido en azufre, en parte para conservar los convertidores catalíticos en los sistemas de escape modernos.

### En España
La primera gasolina comercializada en España no tenía ninguna denominación particular, que era una gasolina de unos 50 octanos que no contenía plomo. Durante la década de 1950 esta gasolina única se desdobló en dos tipos: con y sin plomo. Técnicamente el plomo se trataba de tetraetilo de plomo, abreviado TEL (CH3CH2)4Pb, un componente de química organometálica tóxico usado como antidetonante. Podía utilizarse tanto una como otra para todo tipo de coches, pero la que llevaba plomo, aunque más cara, era mucho más eficiente. Más adelante se dejó de comercializar la gasolina sin plomo y se elevó el octanaje de la única gasolina que quedó, la que llevaba tetraetilo de plomo, hasta los 85 octanos. En los años 1970, el Gobierno comenzó a adaptarse a los patrones internacionales y la gasolina «normal», como se empezó a denominar a la única existente, aumentó a los 90 octanos. Al mismo tiempo, se comercializaron otras dos gasolinas: la «súper» de 96 octanos y la «extra» de 98 octanos. Entrados los años 1980 y con la evolución de los motores, se aumentó el octanaje de la gasolina «normal» a 92 y la «súper» a 97. La gasolina "extra" 98 fue suprimida. De este modo, las gasolineras ofrecieron durante muchos años «gasolina normal 92 octanos» y «gasolina súper 97 octanos».
En 1989 se empezaron a comercializar en masa los motores que utilizaban gasolina sin plomo, con lo que comenzó la comercialización de las gasolinas denominadas «sin plomo 95» y «sin plomo 98». A mediados y finales de la década de 1990 el uso de gasolinas sin plomo comenzó a aumentar, aunque a finales de 1999, un 40% de todos los coches que circulaban por las carreteras españolas todavía usaban gasolinas con plomo, por lo que a lo largo de la década fueron retirando del mercado la «gasolina normal 92», con menos demanda cada vez, quedando únicamente la «gasolina súper 97» como gasolina con plomo.
Cuando la Unión Europea aprobó la normativa por la que se retirarían todas las gasolinas con plomo del mercado antes del 31 de diciembre de 1999, a España le concedieron una prórroga, dada la cantidad de vehículos que consumían este tipo de combustibles con plomo que todavía existían en territorio nacional. Desde el 1 de agosto de 2001, quedó prohibida por ley la comercialización de cualquier tipo de gasolina con plomo. En abril de 2001, el consumo de gasolina súper representaba el 28,5% del total de las gasolinas.
Por otra parte, las petroleras ofrecieron un sustituto a la «gasolina súper 97 con plomo» que introdujeron en su mercado a la par que retiraban esta. Según la petrolera, su denominación era distinta: Repsol YPF «Nueva súper 97»; CEPSA, «Nueva súper» y BP «BP Ecosúper 97 con sustitutivo del plomo». Estas nuevas gasolinas, ligeramente más caras, incluían un aditivo basado en potasio que reemplaza al plomo. Todavía así y, pese a ser menos contaminante que el plomo, el Gobierno ordenó su retirada para finales de 2005. El objetivo fundamental consistía en la retirada masiva de vehículos que consumían en exceso y producían mucha contaminación, debido en gran parte a no tener convertidor catalítico, ya que únicamente era posible de usar en motores de combustible sin plomo. También el alto precio de este sustitutivo motivó su retirada. En 2004, el consumo de gasolina súper representaba el 12% del total de las gasolinas.
A partir de 2006, en las gasolineras solamente existían «sin plomo 95» y «sin plomo 98». Quienes quisieran utilizar motores que no soportan gasolinas sin plomo ni sustitutivos, podrían adquirir el sustitutivo de potasio aparte y añadirlo a la gasolina, aunque se recomendaba en la medida de lo posible acondicionar el motor para poder usarlo con gasolina sin plomo y dotarlo de un convertidor catalítico.
El consumo de gasolina usualmente aumentó cada año en el s.xxi y alcanzó un nuevo hito en 2022, cuando se usó en España 25% más gasolina que en 2014.

### En México
La gasolina en México no tiene una historia muy nutrida antes de 1940, pero dos años después del nacimiento de Petróleos Mexicanos tras la expropiación del 18 de marzo de 1938, apareció la primera gasolina de México, denominada Mexolina, con un octanaje de 70.[cita requerida]
Diez años después y obligados por los requerimientos automotrices, se mejoró la gasolina para ofrecer la Supermexolina de 80 octanos. Le siguieron, en 1956, Gasolmex de 90 octanos y Pemex 100, de 100 octanos, una década después.
Hasta 1973 se mantuvieron en el mercado estas cuatro gasolinas, todas con tetraetilo de plomo, un componente químico utilizado para incrementar el número de octanos. Gracias a estudios de mercado realizados en ese mismo año, se definió que el promedio de octanaje que el país requería era de 85, por lo que todas las gasolinas anteriores se sustituyeron por la Nova que era de 81 octanos; y la extra con plomo de 94 octanos, las cuales, según la sugerencia que les daban a los consumidores de aquellos años, se debían combinar para satisfacer las necesidades de sus coches. Sin embargo, el público, prefirió usar la Nova.
Por eso, a partir de 1982, la gasolina Nova experimentó cambios en su composición básica para disminuir el uso de tetraetilo de plomo, lo que permitió un avance significativo en contra del impacto ambiental. Y es que la década de 1980 estuvo marcada por la preocupación sobre el daño que se estaba produciendo a la atmósfera: el hecho de que en 1985 una estación de sondeo británica detectara que en la Antártida la concentración del manto de ozono prácticamente había desaparecido fue una evidencia que no se pudo soslayar más. Así, en 1986, como resultado de los estudios hechos para reducir la contaminación ambiental, se crearon las gasolinas Nova Plus y Extra Plus. De forma gradual, las gasolinas fueron disminuyendo sus niveles de plomo hasta que en 1990 apareció la gasolina "Magna sin", un combustible sin plomo.
Los convertidores catalíticos introducidos en 1991, homologados con las normas de la Agencia de Protección Ambiental de Estados Unidos (EPA), fueron importantes para reducir los daños al medio ambiente causados por los coches. El plomo es un agente nocivo para el convertidor catalítico, llegando a estropearlos, por lo que se hizo indispensable el uso de gasolinas libres de plomo. Así fue como desapareció la gasolina Nova para dar paso a una nueva generación de gasolinas: Pemex Magna y Pemex Premium.
Con cada coche que salía de las agencias automotrices, el consumo de la gasolina aumenta. Solamente durante el periodo de 1990 al 2002, las ventas de gasolina pasaron de 362 mil a 565 mil barriles por día y se esperaba que alcanzarían los 720 mil barriles en 2010. En los últimos años se consumían alrededor de 2 190 000 barriles diarios, esto es, un aproximado de 350 millones de litros de gasolina, una cantidad tan grande que México se ve en la necesidad de importar cerca del 20% de las gasolinas que consume. Al pensar en una gasolinera, en seguida vienen a la mente los colores que predominan en estas: rojo y verde, pero en México existen tres tipos de gasolina: la gasolina que está en bombas verdes (Pemex Magna), la gasolina que está en las rojas (Pemex Premium) y una tercera gasolina denominada Magna oxigenada, que se vende en la Zona Metropolitana del Valle de México, Guadalajara y Monterrey; lugares que, por su tránsito vehicular, requieren de una gasolina con un mayor número de oxidantes para que al quemarse en la cámara de combustión de los coches genere menor cantidad de contaminantes.
Las gasolinas Magna y Premium no se diferencian solamente por el color de las bombas, sino que también tienen un color distintivo de tinte el cual suele ser rojizo para la Magna y amarillento para la Premium, aunque puede variar en tonalidad en ciertos casos, su principal característica es su nivel de octanaje: la Premium cuenta con 92 octanos, mientras que la Magna tiene 87. Dentro de las sustancias que conforman la gasolina podemos encontrar moléculas de distintos tamaños como los heptanos (compuestos de siete carbonos), los octanos (ocho carbonos), nonanos (nueve carbonos), etcétera. Por ejemplo, la gasolina Magna tiene 87 octanos, esto es, su comportamiento antidetonante equivale al de una mezcla formada por un por 87% de octano y un 13% de nonano. Ahora bien, el índice de octanos requerido por un motor está directamente asociado a su nivel de compresión, que es la relación que existe entre el volumen de la cámara de combustión y el volumen del cilindro, más la suma del volumen de la propia cámara. En términos sencillos, basta con decir que, a mayor octanaje, siempre que el automóvil así lo requiera, es mejor la combustión, lo que previene el desgaste prematuro del motor. No todos los vehículos trabajan con niveles de compresión iguales. Los coches más sofisticados, de alto desempeño y alta compresión requieren de gasolina de alto octanaje, en el caso de México, Pemex Premium; el no utilizar este tipo de combustible ocasionaría cascabeleo, pérdida de potencia y daños al motor a largo plazo. En cambio, un consumidor con un vehículo común que acostumbra a utilizar gasolina Premium desperdicia su dinero porque no le traerá ningún beneficio adicional.[cita requerida]
Así, la gasolina Pemex Magna está recomendada para todo tipo de coches, mientras que la Pemex Premium es para automóviles de lujo, equipados con sobrealimentación o deportivos. En el mundo, la relación de los coches que necesitan gasolina de 87 y 92 octanos es del 90 y del 10%, respectivamente. Verifique el manual de propietario de su coche o recurra a la agencia automotriz para saber qué tipo de gasolina requiere el motor, de igual forma si se tiene un vehículo de modelo anterior al año 1991, se recomienda acondicionar el vehículo e instalar en la medida de lo posible un convertidor catalítico para que pueda usar Magna o Premium, o bien, si no necesita del convertidor catalítico, buscar el aditivo sustituto de plomo para que use el combustible de manera eficaz.
Actualmente, con la llamada Reforma energética de México de 2013, la liberalización del mercado permitió hacer que múltiples marcas de gasolineras llegaran al país después de más de 71 años de monopolio estatal, incluso concesionarios locales se convirtieron a una marca genérica o blanca para sus propias estaciones de servicio, haciendo que Pemex compita con Gulf Oil Corporation, Shell, Total, Texaco, ExxonMobil, BP y demás marcas que ahora compiten en igualdad con Pemex, ya que el precio regulado comenzó a desaparecer hasta que en 2019 se libera por completo, de acuerdo al decreto establecido en la misma reforma energética, igual cadenas nacionales dejaron de depender de la imagen de marca de Pemex, para poner marcas propias que incluso cadenas comerciales como Costco aprovecharon para vender Gasolina marca Kirkland y otras más como Petro-Seven y demás que escogen si quieren ser surtidos por Pemex o importar el combustible. Lo único que se heredó de la época anterior, fue el sistema de gasolina Regular y Premium de 87 Y 93 octanos, todavía sin llegar a poner en marcha las gasolineras autoservicio, prefiriendo que haya dependientes que operen las bombas para suministrar combustible, se establece que en un futuro se pueda vender en estaciones de servicio tanto pertenecientes a Pemex como a la iniciativa privada combustible con etanol como aditivo, de manera similar a la de Brasil.[cita requerida]

## Características
Debe de cumplir una serie de condiciones, unas para que el motor funcione bien y otras de tipo ambiental, ambas reguladas por ley en la mayoría de los países. La especificación más característica es el índice de octano (en inglés: MON, Motor Octane Number; RON, Research Octane Number; o el promedio de los anteriores, que se llama PON, Pump Octane Number) que indica la resistencia que presenta el combustible a producir el fenómeno de la detonación.
En España en 2008, se comercializaban dos tipos de gasolina sin plomo, de diferente octanaje cada una, denominadas sin plomo 95 y sin plomo 98, aunque las petroleras realizaban distintas modificaciones en su composición para mejorar el rendimiento y ofrecer productos ligeramente distintos que la competencia. Sus precios en octubre de 2010, rondaban los 1.15 €/litro para la sin plomo 95 y los 1.27 €/litro para la sin plomo 98, según la petrolera. A finales de 2017, su precio en España era de 1.20 € el litro de 95 octanos y 1.34 € de 98 octanos.

### Índice de octano
El Índice de octano indica la presión y temperatura a la que puede ser sometido un combustible carburado mezclado con aire antes de auto detonar al alcanzar su temperatura de ignición, debido a la ley de los gases ideales. Hay distintos tipos de gasolinas comerciales, clasificadas en función de su número de octano. La gasolina más vendida en Europa en 2004, tenía un MON mínimo de 85 y un RON mínimo de 90.

### Composiciones químicas
Normalmente se considera nafta a la fracción del petróleo cuyo punto de ebullición se encuentra aproximadamente entre 28 a 177 °C (82,4 a 350,6 °F), umbral que varía en función de las necesidades comerciales de la refinería. A su vez, este subproducto se subdivide en nafta ligera de hasta unos 100 °C (212 °F) y nafta pesada para el resto. La nafta ligera es uno de los componentes de la gasolina, con unos números de octano en torno a 70. La nafta pesada no tiene la calidad suficiente como para ser utilizada para ese fin y su destino es la transformación mediante reformado catalítico, proceso químico por el cual se obtiene también hidrógeno, a la vez que se aumenta el octanaje de dicha nafta.
| NFPA 704                         |
| -------------------------------- |
| 3 1 0                            |
| Diamante de fuego de la gasolina |

Además de la nafta reformada y la nafta ligera, otros componentes que se usan en la formulación de una gasolina comercial son la nafta de FCC, la nafta ligera isomerizada, la gasolina de pirólisis desbencenizada, butano, butenos, MTBE, ETBE, alquilato y etanol. Las fórmulas de cada refinería suelen ser distintas, incluso perteneciendo a las mismas compañías, en función de las unidades de proceso de que dispongan y según sea verano o invierno.
La nafta se obtiene por un proceso llamado craqueo catalítico, a veces denominada gasolina de FCC, de fuelóleo pesado. Si no está refinada puede tener hasta 1000 ppm de azufre. Tiene alrededor de un 40% de aromáticos y 20% de olefinas. Sus números de octano (MON/RON) están en torno a 80/93.
La nafta ligera isomerizada (isomerato) se obtiene a partir de la nafta ligera de destilación directa, mediante un proceso que usa catalizadores sólidos en base platino/aluminio o zeolíticos o ceolíticos. Es un componente libre de azufre, benceno, aromáticos y olefinas, con unos números de octano (MON/RON) en torno a 87/89.
La gasolina de pirólisis desbencenizada se obtiene como subproducto de la fabricación de etileno a partir de nafta ligera. Está compuesta aproximadamente por un 50% de aromáticos (tolueno y xilenos) y un 50% de olefinas (isobuteno, hexenos). Tiene en torno a 200 ppm de azufre. El benceno que contiene en origen suele ser purificado y vendido como materia prima petroquímica. Sus números de octano (MON/RON) están en torno a 85/105.
El alquilato se obtiene a partir de isobutano y butenos, mediante un proceso que usa catalizadores ácidos (bien ácido sulfúrico bien ácido fluorhídrico). Tampoco tiene azufre, benceno, aromáticos ni olefinas. Sus números de octano (MON/RON) están en torno a 94/95.

### Comparaciones
| Tipo de combustible    | Densidad de energía | Proporción estequiométrica de mezcla aire-combustible | Energía específica          | Calor de vaporización | RON   | MON   |
| ---------------------- | ------------------- | ----------------------------------------------------- | --------------------------- | --------------------- | ----- | ----- |
| Gasolina y biogasolina | 32 MJ (8,9 kWh)/L   | 14.6                                                  | 2,9 MJ (0,8 kWh)/kg de aire | 0,36 MJ (0,1 kWh)/kg  | 91-99 | 81-89 |
| Butanol                | 29,2 MJ (8,1 kWh)/L | 11.1                                                  | 3,2 MJ (0,9 kWh)/kg de aire | 0,43 MJ (0,1 kWh)/kg  | 96    | 78    |
| Etanol                 | 19,6 MJ (5,4 kWh)/L | 9.0                                                   | 3 MJ (0,8 kWh)/kg de aire   | 0,92 MJ (0,3 kWh)/kg  | 107   | 89    |
| Metanol                | 16 MJ (4,4 kWh)/L   | 6.4                                                   | 3,1 MJ (0,9 kWh)/kg de aire | 1,2 MJ (0,3 kWh)/kg   | 106   | 92    |

## Gasolina con plomo
A partir de los años 1920 y, como consecuencia de los mayores requerimientos de los motores de explosión derivados del aumento de compresión para mejorar su rendimiento, se inicia el uso de compuestos para aumentar el octanaje a base de plomo y manganeso en las gasolinas.
El uso de antidetonantes a base de plomo y manganeso, se debe principalmente a que no hay forma más barata de incrementar el octanaje en las gasolinas que usando compuestos de ellos (tetraetilo de plomo (TMP) y a base de manganeso conocido por sus siglas en inglés como MMT) comparando con los costos que conllevan las instalaciones que producen componentes de alto octanaje (reformación de naftas, desintegración catalítica, isomerización, alquilación, producción de éteres-MTBE, TAME-, etc.).
A partir de los años 1970, el uso de compuestos de plomo en las gasolinas tenía dos razones: la primera era la comentada de alcanzar el octanaje requerido por los motores con mayor relación de compresión y la segunda la de «proteger los motores» contra el fenómeno denominado Recesión del Asiento de las Válvulas de Escape (en inglés: Exhaust Valve Seat Recession; EVSR) junto a la labor lubricante que el plomo ejerce en la parte alta del cilindro (pistón, camisa, segmentos y válvula de asiento).

### Efectos negativos del plomo en la gasolina
Los metales pesados, tales como el plomo, manganeso, mercurio, cadmio, etc. resultan perniciosos tanto para el medio ambiente como para la salud humana, por ejemplo, véase saturnismo y envenenamiento por mercurio. Se fijan en los tejidos llegando a desencadenar procesos mutagénicos en las células.
Desde el punto de vista de la salud, la presencia de plomo en el aire que respiramos tiene diferentes efectos en función de la concentración presente y del tiempo a que se esté expuesto. Algunos de sus principales efectos clínicos, detectados en el envenenamiento agudo con plomo, son interferencia en la síntesis de la hemoglobina, anemia, problemas en el riñón, bazo e hígado, así como afectación del sistema nervioso, los cuales se pueden manifestar cuando se detectan concentraciones por encima de 60 mg (0 libras) de plomo por cada 100 ml (3,4 onzas) de sangre.
Durante la década de 1970, ante los problemas de deterioro ambiental y su impacto sobre los seres humanos, los gobiernos de varios países iniciaron una serie de acciones para detener y prevenir esta problemática ambiental. Se impusieron leyes a fin de reducir paulatinamente el uso de aditivos con plomo y manganeso de las gasolinas.
Las empresas petroleras se vieron obligadas a desarrollar nuevas gasolinas de mayor octanaje sin plomo o manganeso. Por otro lado, los fabricantes de motores tuvieron que empezar a utilizar materiales más resistentes que no dependiesen de la lubricación del plomo para su mejor conservación, en concreto, la mejora de la resistencia de los asientos de las válvulas.
Además, para reducir las emisiones de NOx y de monóxido de carbono (CO) a la atmósfera, se empezaron a utilizar convertidores catalíticos que se destruyen rápida e irremediablemente con el plomo, haciéndolos incompatibles con este.
La Unión Europea fijó como límite el 1 de enero de 2000 para la retirada de los combustibles con plomo del mercado; pero, ante la situación de algunos mercados, la Comisión Europea concedió una moratoria a España, Italia y Grecia hasta el 1 de enero de 2002.

## ¿Cómo ahorrar gasolina?
1. Evitar las altas velocidades. Debido a la resistencia aerodinámica, los vehículos son frenados por el aire al aumentar su velocidad, lo que hace que el motor consuma más gasolina para conseguir la velocidad requerida por el conductor, por ejemplo: un Audi A3 a 120 km/h (75 mph) alcanza casi 21 CV (15,4 kW) por rozamiento con el aire, el doble que a 95 km/h (59 mph).
2. No acelerar ni frenar bruscamente. Acelerar y frenar suavemente permite ahorrar hasta un 20% de gasolina.
3. Revisar la presión de los neumáticos. Vigilar la presión del aire de los neumáticos y mantenerlos inflados a la presión correcta. Un solo neumático de su coche inflado a 2 psi (0,1 bar; 13,8 kPa) menos de lo recomendado, puede incrementar un 1% el consumo de gasolina.
4. Buen estado del vehículo. La revisión periódica y el buen mantenimiento del automóvil contribuyen al ahorro de combustible.
5. Usar el tipo de bujías adecuadas: según las que indique el fabricante del vehículo, así se evita la pre-ignición en los motores y el uso excesivo de combustible.
6. Mantenimiento: Mantener los cambios frecuentes del filtro de aire, gasolina y bujías, ya que de estos depende la correcta mezcla de aire - combustible del motor, porque estos componentes principales que forman parte del sistema de combustión y control de emisiones del vehículo.
7. Carga aerodinámica: Conducir con las ventanillas cerradas, crea más aerodinámica al vehículo al desplazarse y así evitando el frenado por medio del aire que choca con la carrocería durante el desplazamiento.[cita requerida]

## Alternativas a la gasolina
En tiempos en los cuales se ve un incremento en el precio del petróleo, se han propuesto variadas posibilidades energéticas que pueden ser capaces de reemplazar a la gasolina en un futuro, en donde los precios del petróleo aumentarán y la demanda fuera superior a la oferta que todas las compañías petroleras puedan ofrecer. Algunas de ellas requerirán que se adapten y fabriquen nuevos tipos de vehículos que puedan usar este tipo de combustibles. Sin embargo, estas alternativas requieren de un esfuerzo que a la larga puede resultar beneficioso para poder optimizar el uso de la energía usada por los actuales vehículos o los que usarán las próximas generaciones.
- Etanol: El etanol se ha convertido en una opción muy popular para mezclarlo con la gasolina y como combustible en mercados como el de Brasil, Estados Unidos, Suecia, Tailandia y otros, con la ventaja de que su combustión es menos contaminante y altamente oxigenada. Sin embargo, se requieren adaptaciones a los vehículos existentes o el desarrollo de motores con capacidad multicombustible para poder aprovecharlo al máximo, además de que se necesita un porcentaje de tierra cultivable importante para generar el combustible que puede usarse en mezclas E20, E85, E98 O E100.

- Metanol: También se ha difundido pero debido a su toxicidad recibe menos atención.

- Butanol: Este es de investigación reciente. Es un alcohol que tiene una composición más similar a la gasolina, lo que le permite tolerar mejor la contaminación por agua y poder utilizarse en vehículos con encendido a chispa sin modificar, pero los métodos para producirlo aún necesitan perfeccionarse para llevarse a una escala mayor. Los creadores BP y DuPont abogan por su uso, ya que también puede producirse a partir de plantas y algas.

- Gas natural: Es una de las opciones también populares pero que tiene un limitado alcance ya que el número de estaciones de servicio que lo suministran es bajo. No obstante, se puede aumentar su número y comenzar a investigar la generación de biogás para poder ser usado en los vehículos.

- Biogasolina: Esta también es una opción interesante ya que se trata de producir gasolina tradicional con un mejor contenido energético y menos contaminante que su contraparte proveniente del refinamiento de petróleo. Al igual que el biobutanol, puede usarse en motores de combustión interna con encendido a chispa sin modificar, aunque todavía sus procesos están en una etapa de prototipo. Hay algunas compañías que apoyan esta alternativa pensando en el precio del petróleo, cada día más alto; incluso se ha logrado producir este mismo biocombustible con ayuda de bacterias; y se cree que, finalmente, los procesos mejorarán, para implantarse a gran escala y considerarse una alternativa viable.[28]

- Energía eléctrica: Los vehículos eléctricos pueden ser una opción interesante pero sus tiempos de recarga y capacidad limitada no podrían satisfacer al principio los requerimientos normales. No obstante, la tecnología se va actualizando para poder brindar un coche eléctrico que sea capaz de cubrir un trayecto largo. Además, existen los vehículos híbridos eléctricos que combinan este tipo de motores con los convencionales para ahorrar energía de combustión todo lo posible.

- Dihidrógeno: Se ha convertido en la promesa del futuro al tratarse de un combustible más limpio y que puede ser usado de manera convencional, en celdas de combustible o para generar electricidad, pero el alto costo energético en su obtención, almacenamiento, transporte y repostaje ha despertado controversias importantes. Es un buen medio de promoción para los fabricantes de coches.

- Biodiésel: También conocido como biogasóleo, se ha convertido en una opción popular para los vehículos propulsados por un motor Diésel, aunque también sufre los embates de la limitada capacidad de producción, sea cual sea el procedimiento de fabricación. No obstante, si se logra aumentar la producción de insumos y equilibrarla con la de los alimentos podría ser una buena alternativa. Incluso su índice cetano mayor al del diésel común y su índice libre de azufre contribuirían a reducir la contaminación y aumentarían su eficiencia.

- Aire comprimido: Se están desarrollando motores para la propulsión de vehículos a partir del aire comprimido, el motor es de pistón al igual que uno de combustión, con la diferencia de sustituir las explosiones de gasolina por inyecciones de aire a una elevada presión, almacenado en unos depósitos. Su autonomía no difiere a la de un coche eléctrico pero las recargas de los depósitos duran pocos minutos de entre dos a tres, mucho menos tiempo que el usado para cargar las baterías de un vehículo eléctrico.[cita requerida]